# Jaroslav Bába

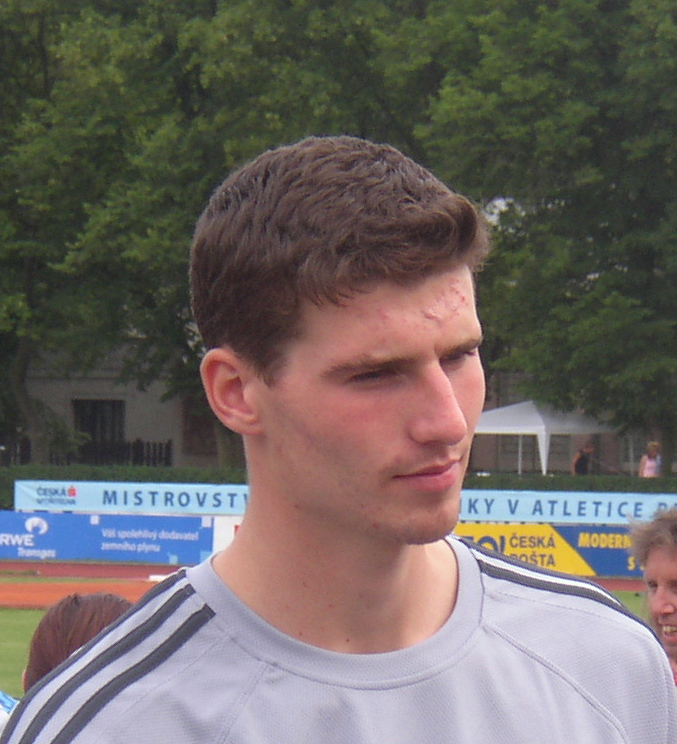
Jaroslav Bába bei der tschechischen Meisterschaft 2005

Jaroslav Bába (* 2. September 1984 in Karviná) ist ein tschechischer Hochspringer.
Bei den Olympischen Spielen 2004 in Athen errang er mit 2,34 m die Bronzemedaille hinter Stefan Holm und dem höhengleichen Matt Hemingway. Zuvor in diesem Jahr hatte er schon Bronze bei den Hallenweltmeisterschaften in Birmingham gewonnen.
Bei den Leichtathletik-Weltmeisterschaften 2005 in Helsinki kam er auf den fünften, bei den Weltmeisterschaften 2007 in Osaka auf den achten Platz. Bei den Olympischen Spielen 2008 in Peking wurde er Sechster und bei den Weltmeisterschaften 2009 in Berlin Fünfter.
2010 sprang Bába bei den Europameisterschaften in Barcelona auf den fünften Platz. Im Jahr darauf wurde er bei den Weltmeisterschaften in Daegu Vierter. Bei den Europameisterschaften 2012 in Helsinki erreichte er den achten Platz, doch bei den Olympischen Spielen kurz danach in London schaffte er es nicht in das Finale.
Im März 2013 gewann Bába bei den Leichtathletik-Halleneuropameisterschaften 2013 im schwedischen Göteborg die Bronzemedaille im Hochsprung.
Bei den Europameisterschaften 2014 errang Bába die Bronzemedaille.
Jaroslav Bába ist 1,96 m groß und wiegt 80 kg. Am 8. Juli 2005 stellte er in Rom seine Bestleistung von 2,36 m auf.